# Leontófono
Leontófono (en griego antiguo: Λεοντοφόνος), el «matador de leones», es un personaje de la mitología griega y el último hijo que le nació a Odiseo.
Sobre la muerte de Odiseo, hay quienes afirman que fue acusado de la matanza de los pretendientes de Penélope y juzgado por Neoptólemo, rey de las islas próximas al Epiro, y que este, creyendo que si alejaba a Odiseo podría apoderarse de Cefalenia, lo condenó al exilio. Entonces Odiseo llegó ante Toante, hijo de Andremón, en Etolia, se casó con su hija y, dejando un hijo habido en ella, Leontófono, murió de avanzada edad.

## Origen etimológico de su nombre
Dicen las Etimologías de Isidoro de Sevilla, que el leontófono es un animalejo pequeño, llamado así porque cuando se le da caza y se le reduce a cenizas mediante fuego, sirve para aniquilar leones. Basta con mezclar la harina resultante de la ignición con carne que se coloca en los cruces de caminos, para que los incautos leones la devoren y fenezcan. Al parecer, en Siria eran bastante frecuentes.